# 병길

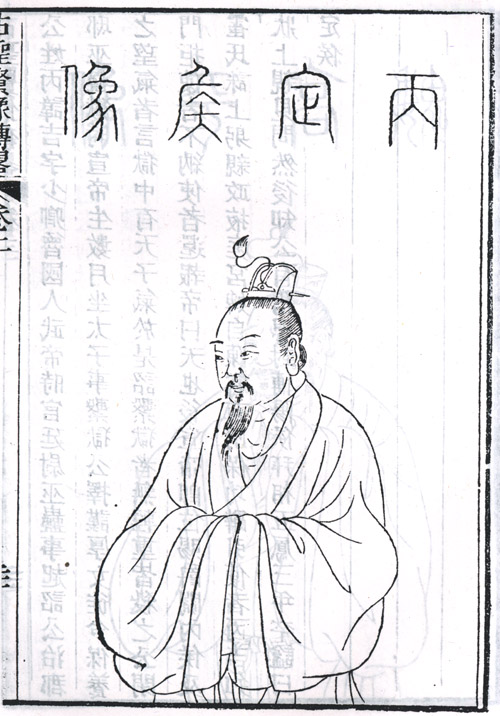

병길(丙吉, ? ~ 기원전 55년)은 전한 중기 ~ 후기의 관료로, 자는 소경(少卿)이며 노국 사람이다.

## 생애
법률을 익혀 옥사(獄史)를 지냈고, 공로를 쌓아 조정에 나아가 정위우감(廷尉右監)으로 승진하였으나 죄를 지어 고향으로 돌아가 주의 종사(從事)를 지냈다.
정화 2년(기원전 91년), 여태자가 반란을 일으켰으나 진압되었다(무고의 난). 병길은 예전의 정위의 밑에서 일한 경력을 인정받아 옥사를 관장하게 되었는데, 이때 여태자의 손자 유병이도 심문을 받게 되었다. 병길은 유병이가 아직 갓난아이임을 안타깝게 여겨 여자 죄수를 유모로 붙여주고, 사재를 털어 양육하였다. 무제가 장안에 하옥된 자들을 모두 죽이려 했을 때 병길은 자신이 담당한 감옥의 용의자들을 죽이지 않았기 때문에, 유병이를 비롯한 많은 사람들이 목숨을 보전하였다. 이후 사면령이 내려졌고, 병길은 유병이의 할머니의 친정인 사(史)씨 집안에 유병이를 맡겼다. 훗날 대장군 곽광의 밑에서 일하여 두각을 나타냈고, 대장군의 장사를 지냈다가 광록대부급사중이 되어 조정에 나아갔다.
원평 원년(기원전 74년), 소제가 붕어하고 창읍왕이 즉위하였으나 행실이 음란하여 폐위가 논의되었다. 병길은 곽광에게 유병이의 존재를 알려 그를 후사로 삼을 것을 권하였고, 이를 받아들인 곽광은 창읍왕을 쫓아내고 유병이를 옹립하였다(선제). 선제 즉위 후 병길은 공로를 인정받아 관내후에 봉해졌으나, 병길은 자신이 선제를 보호했다는 사실을 따로 말하진 않았기 때문에 그 이상의 포상은 주어지지 않았다.
지절 3년(기원전 67년), 유석이 황태자로 책봉되었고, 병길은 태자태부에 임명되었다가 몇 달 후 어사대부로 승진하였다.
이때, 액정(掖庭)의 여종 칙(則)이 자신에게 황제를 양육한 공이 있다고 남편을 통하여 고하였다. 선제는 액정령(掖庭令)으로 하여금 칙을 심문하게 하였고, 칙은 병길이 사정을 알고 있다고 아뢰었다. 액정령은 칙을 병길에게 데리고 갔고, 칙을 알아본 병길은 그녀에게 말하였다.
| “ | 너는 황증손을 보살핀 몸이면서 근신하지 않아 벌로 매를 맞았는데, 어찌 공이 있다고 하겠느냐? 위성(渭城)의 호조(胡組)와 회양의 곽징경(郭徵卿)만이 공로가 있다고 하겠다. | ” |

곧 병길은 호조와 곽징경의 일을 선제에게 아뢰었고, 선제는 이들을 찾게 하였으나 둘 다 이미 죽었기 때문에 자손들에게 포상을 내렸다. 또 조서를 내려 칙을 해방시키고 10만 전을 하사하였고, 칙에게서 그때 병길이 자신을 살려주었었다는 이야기를 듣고는 크게 놀라, 바로 병길을 박양후(博陽侯)에 봉하고 식읍 1,300호를 내려주었다.
신작 3년(기원전 59년), 위상의 뒤를 이어 승상에 임명되었으나 4년 후 병으로 죽었다. 병길은 죽기 전에 선제에게 우정국·두연년·진만년을 추천하였고, 이들은 모두 요직에 임명되었다. 시호를 정(定)이라 하였다.
아들 병현은 태복을, 병우는 수형도위를, 병고(丙高)는 중루교위(中壘校尉)를 지냈다.

## 출전
- 반고, 《한서》 권18 외척은택후표·권74 위상병길전